# Puškinie
Puškinie (Puschkinia) je rod jednoděložných rostlin z čeledi chřestovité. V minulosti byl řazen do čeledi hyacintovité nebo do široce pojaté čeledi liliovité.

## Popis
Jedná se o vytrvalé pozemní byliny, s cibulemi. Jsou to rostliny jednodomé s oboupohlavnými květy. Listy jsou v přízemní růžici (často jen 2), jsou jednoduché, přisedlé, s listovými pochvami. Čepele listů jsou celokrajné, většinou čárkovité, žilnatina je souběžná. Květy jsou oboupohlavné, jsou v květenstvích, ve vrcholových hroznech. Okvětí se skládá z 6 okvětních lístků ve 2 přeslenech (3+3), které jsou na bázi srostlé v krátkou trubku, zpravidla bledě modré až bělavé. Tyčinek je 6. Gyneceum je složeno ze 3 plodolistů, je synkarpní, semeník je svrchní. Plodem je tobolka.

## Rozšíření ve světě
Jsou známy asi 2 druhy, které jsou rozšířeny hlavně v jihozápadní Asii.

## Rozšíření v Česku
V ČR se přirozeně žádný druh z rodu nevyskytuje. Druh puškinie ladoňkovitá (Puschkinia scilloides) je hojně pěstovaná okrasná rostlina a občas zplaňuje či byla vysazena do volné přírody.

## Seznam druhů
- Puschkinia hyacinthoides Baker – od Kavkazu po severní Írán
- Puschkinia scilloides Adams – Turecko, Kavkaz, Libanon
- možná další